# Décès en janvier 1966
Décès
- 1962
- 1963
- 1964
- 1965
- 1966
- 1967
- 1968
- 1969
- 1970

Pour une information complémentaire, voir la page d'aide.

| Date       | Nom              | Pays                   | Activités                    | Âge | Source |
| ---------- | ---------------- | ---------------------- | ---------------------------- | --- | ------ |
| 20 janvier | Gordon Macdonald | Drapeau du Royaume-Uni | Homme politique britannique. | 77  |        |
| 30 janvier | Erik Bergström   | Drapeau de la Suède    | Footballeur suédois.         | 80  |        |